# 杨晨 (清朝)
杨晨（1845年—1922年），名保定，字定孚，又字蓉初，號定夫，晚年号月河渔隐，浙江省台州府黃巖縣（台州路桥区）人。

## 生平
同治四年，鄉試中舉。光緒三年，登進士。光绪三年五月，改翰林院庶吉士。光绪六年四月，散館后，授翰林院編修。光緒十一年，任順天鄉試同考官。光緒十四年，任山東道監察御史。光緒十九年，任江南道監察御史、四川道監察御史。光緒二十一年，任會試同考官、刑科給事中。

## 著作
杨晨著述甚多，以《三國會要》最为称世，原为二卷，其孙杨绍翰续编为六卷本。
治理鉴洋湖有方，后人作《山水记》云：“鉴洋湖，纵一里，横五里。为东南巨浸，中有沙洲芦荻。水多银鱼，长寸许，如小薤叶，色白如银，味最美。击楫中流，恍如剡中风味。”
创立诗社月河吟社，生活状态可从其所作《湖墅》诗看出：
|  | 扁舟散发欲何之，早向烟波理钓丝。 一曲鉴湖双桨卧，四明狂客几人知。 桃花浪暖鱼初上，芦苇霜清蟹共持。 拟傍水仙祠结屋，棹歌归趁夕阳时。 |